# Edson Castel
Edson Castel (Brasília, 1975) é um músico e compositor brasileiro, violonista de música popular brasileira. Além de seguir carreira solo, toca com Otávio Rosa no Terra Brasilis Duo, conjunto instrumental fundado pelos dois em 1996 em Florianópolis que apresenta composições feitas para dois violões.

## Carreira

### Terra Brasilis Duo
Um dos maiores marcos da carreira de Edson Castel foi fundar, em 1996, aos 21 anos de idade, um conjunto musical de violão instrumental com Otávio Rosa, compositor e violonista natural de Florianópolis, onde Edson mora atualmente. Oficializaram a dupla como Terra Brasilis Duo. Edson Castel nasceu em Brasília, no ano de 1975. Aos 21 anos, fundou uma conjunto musical de violão instrumental com Otávio Rosa, compositor e violonista natural de Florianópolis, onde Edson mora atualmente. Oficializaram a dupla como Terra Brasilis Duo. Com Otávio, compôs várias canções instrumentais, gravou discos próprios e auxiliou na produção de terceiros e fez diversas apresentações, dividindo palco com grandes artistas, como Oswaldo Montenegro, com quem tocou violão em duas canções do espetáculo "Lendas da Ilha".
Como composições, Edson e Otávio escreveram "Cristal" e "E Vamos Indo", que foram incluídas no CD "Seis Cordas", promovido pela Fundação Catarinense de Cultura, e "Caminhar", "Sambaé", "Moleque Ensaboado", "Da Terra", "Na Areia da Praia" e "Baiã", que foram incluídas no CD "Caminhos Cruzados", também idealizado pela referida fundação, sendo que este último contou com o trabalho da produtora Kabala e teve como objetivo "cruzar os caminhos" do duo com os do cantor e compositor popular Jorge Gibbon, do qual Edson e Otávio ficaram responsáveis por fazer o arranjo de seis músicas.

### Carreira solo
Em carreira solo, Edson Castel produziu o CD "O Canto do Capoeira", de Mestre Kadu, e o CD "Luas e Marés", de Jorge Gibbon, fazendo arranjos e tocando guitarra e violão.
Participou de diversas oficinas com reconhecidos violonistas brasileiros, como Marco Pereira e Maurício Carrilho, e com os argentinos Eduardo Isaac e Eduardo Catañera.
Atualmente, Edson Castel mora em Florianópolis e, além de integrar o Terra Brasilis Duo, realiza seu trabalho no recital "Violão Brasileiro Solo", apresentando-se com repertório de músicas próprias e de compositores consagrados, como Tom Jobim, João Pernambuco, Dilermando Reis e Luiz Bonfá.

## Apresentações
- Festival de Música Popular Brasileira (2001) - vencedora da categoria instrumental[5]
- Projeto 12:30 Acústico da UFSC (2003)[6]

## Discografia
- Seis Cordas - Selo Beluga-Fundação Catarinense de Cultura (2001)[3]
- Caminhos Cruzados - Kabala (2002)[3]

## Honrarias
Juntamente com Otávio Rosa no Terra Brasilis Duo, Edson Castel foi premiado por se classificar em primeiro lugar no Festival MP Londrina, de 2001, na categoria Instrumental, com a música "Cristal". O júri, composto por Roberto Gnatalli, Marcos Ozetti e Brás da Viola, destacou a excelência da execução dos dois instrumentistas.